# Ян Ценський
Ян Ценський (пол. Jan Cieński z Cieni i z Okna herbu Pomian; 7 січня 1905, Пеняки — 26 грудня 1992, Золочів) — польський релігійний діяч, священик, єдиний (таємний) єпископ латинського обряду України в радянські часи. Онук графа Володимира Дідушицького, син Тадеуша Ценського.

## Біографія

### Ранні роки
Народився у Пеняках — маєтку свого славетного діда Володимира Дідушицького — в родині відомого галицького польського політика Тадеуша Ценського та Марії з Дідушицьких, доньки Володимира Дідушицького. У 1925 році, після смерті батька, Ян став останнім дідичем села Вікно на Станіславщині.
Як і належить сину великого землевласника, закінчив Рільничу академію у Дублянах. Маючи намір продовжити справу свого батька, записався на правничий факультет Університету Яна Казимира, проте у 1933 році вирішив обрати духовну стезю і вступив до львівської духовної семінарії.

### Служіння
26 червня 1938 року (у віці 33 років) Ян Ценський рукоположений на священика львівським архієпископом-митрополитом Болеславом Твардовським.
Протягом 1938 — 1945 років був вікарієм, а з 26 листопада 1945 й до смерті — адміністратором та душпастирем парафії Внебовзяття Пресвятої Діви Марії у Золочеві — однієї з небагатьох діючих на той час. На його богослужіння ходило також багато українців греко-католиків.
30 червня 1967 року, під час перебування у Ґнєзно, Ян Ценський таємно хіротонізований на єпископа-помічника львівської дієцезії примасом Польщі кардиналом Стефаном Вишинським у його приватній каплиці. Майже до самої смерті владика Ян залишався єдиним єпископом латинського обряду в Україні.

### Смерть. Вшанування пам'яті

Дзвін «Ян Ценський»

Помер 26 грудня 1992 року у Золочеві. 30 грудня похований на міському цвинтарі Золочева, де прослужив майже все своє життя. На відзнаку 10-ї річниці з дня смерті владики в храмі встановлено дзвін «Ян Ценський» із його зображенням.